# Apterella molliventris
Apterella molliventris är en tvåvingeart som beskrevs av Borgmeier 1935. Apterella molliventris ingår i släktet Apterella och familjen puckelflugor.
Artens utbredningsområde är Costa Rica. Inga underarter finns listade i Catalogue of Life.